# Pteris deltodon
Pteris deltodon är en kantbräkenväxtart som beskrevs av Bak. Pteris deltodon ingår i släktet Pteris och familjen Pteridaceae. Utöver nominatformen finns också underarten P. d. monstrosa.